# Медзана
Медзана (итал. Mezzana) — коммуна в Италии, располагается в провинции Тренто области Трентино-Альто-Адидже.
Население составляет 873 человека (2008 г.), плотность населения составляет 32 чел./км². Занимает площадь 27 км². Почтовый индекс — 38020. Телефонный код — 0463.
Покровителями коммуны почитаются святые апостолы Пётр и Павел, празднование 29 июня.

## Демография
Динамика населения:

## Администрация коммуны
- Официальный сайт: https://web.archive.org/web/20060819032457/http://www.comunemezzana.it/